# 2885 Palva
A 2885 Palva (ideiglenes jelöléssel 1939 TC) a Naprendszer kisbolygóövében található aszteroida. Yrjö Väisälä fedezte fel 1939. október 7-én.